# Île du Prince-Édouard (Afrique du Sud)
Pour l'île du Canada, voir Île-du-Prince-Édouard.
L'île du Prince-Édouard est la plus petite et la plus au nord des îles du Prince-Édouard qu'elle constitue avec l'île Marion dans l'océan Indien sud. Elle fait partie politiquement de l'Afrique du Sud et de la province du Cap Ouest (province du Cap-Occidental).

## Géographie
Cette île inhabitée se trouve loin du continent africain, à 1 746 km au sud-est de Port Elizabeth, et à 21 kilomètres au nord-nord-est de l'île Marion. Elle fait environ 6 km de large et 10 km de long et possède une surface de 45 km2. Elle porte les traces d'un ancien volcan d'une hauteur de 672 m. La côte sud de l'île du Prince-Édouard possède des falaises pouvant faire jusqu'à 490 mètres de haut. Elle est entourée de petits îlots rocheux.

## Histoire
L'île a été découverte par hasard le 4 mars 1663 par le navigateur hollandais Barend Barendszoon Lam (nl). Il détermina de façon inexacte la position de l'île. L'archipel figure à cette latitude erronée sur une carte de l'océan Indien de Johannes Blaeu, cartographe hollandais de la Compagnie néerlandaise des Indes orientales, datant de 1665. L'île fut redécouverte, le 13 janvier 1772, par le français Marc Joseph Marion du Fresne
En décembre 1776, James Cook observa aussi l'île et la nomma, ainsi que l'île Marion située à 20 km au sud, d'après Édouard-Auguste de Kent, duc de Kent et Strathearn, le quatrième fils du roi Georges III.
Au début du XXe siècle, le gouvernement britannique fait au président du Conseil Émile Combes une demande de cession des îles Marion et du Prince-Édouard. Dans le gouvernement, seul le général Louis André, ministre de la Guerre, connaît l'existence des deux îles, et déclare que leur cession ne serait en rien gênant. Les Britanniques proclamèrent leur souveraineté sur l'île Marion.
Le 22 septembre 1979, l'Afrique du Sud aurait secrètement expérimenté une bombe nucléaire au-dessus de l'île (incident Vela).